# Linda Hepner
Linda Hepner, née le 16 mai 1949 à Fredericton, est une femme politique canadienne, membre du Parti conservateur.
Elle est la mairesse de la ville de Surrey de 2014 à 2018, puis députée provinciale conservatrice de la circonscription de Surrey-Serpentine River depuis 2024.

## Biographie
Linda Hepner naît le 16 mai 1949[réf. nécessaire] à Fredericton[réf. nécessaire], dans le Nouveau-Brunswick.
Cadre dans la fonction publique de la ville de Surrey à partir de 1985, Hepner entre au conseil municipal en 2005 en tant que conseillère de l'équipe de Surrey Electors Team de Doug McCallum (en). McCallum est cependant défait par Dianne Watts et Hepner se rallie à l'équipe Surrey First Team de la nouvelle mairesse.
Élue à la mairie en 2014, elle déclare vouloir innover en matière de transport collectif avec l'implantation d'un métro léger[réf. nécessaire].
Décidant de ne pas se représenté en 2018, elle est remplacée par Tom Gill à la tête du parti. Gill est par la suite défait par Doug McCallum,.
Investie candidate conservatrice de Surrey-Serpentine le 20 juin 2024, elle est élue lors de l'élection générale de 2024.

## Vie personnelle
Son fils, Gordon, est également conseiller municipal de la ville de Surrey,. Son mari, Alan McMillan, est administrateur de la Emily Carr University of Art and Design,.